# Латина (Казерта)
Латина (итал. Latina) је насеље у Италији у округу Казерта, региону Кампанија.
Према процени из 2011. у насељу је живело 644 становника. Насеље се налази на надморској висини од 120 м.